# Henk van Tilburg
Hendrikus ("Henk") van Tilburg (Dordrecht, 2 december 1898 – 14 juni 1985) was een Nederlands voetballer die als doelman speelde.
Van Tilburg kwam uit voor NOAD uit Tilburg en speelde tussen 1921 en 1922 in totaal negen wedstrijden voor het Nederlands voetbalelftal.